# 殺手壕
《杀手壕》，1980年10月16日上映于香港的动作片。

## 剧情
阿龙（成龙）的爸爸在芝加哥经营一家餐馆，受到当地黑社会的威胁收取保护费，阿龙为了维护家庭利益，狠狠地揍了黑社会人士一顿，这也使得黑社会人士认识到阿龙是个功夫高手，可以为他们赢得“杀手壕”比赛的冠军。于是他们绑架了阿龙哥哥的未婚妻，派遣一个假的女人代替他嫂子带回复复命，而且要求阿龙出席比赛，比赛完了立刻放人。阿龙为了救嫂子，不得不参加比赛。他先后战胜了“摩洛哥红毛王”和“铁头僧”，最后遭遇到“杀人王老李”，并用实力和智慧战胜了对手，赢得了“杀手壕”冠军也成功救出他的嫂子。

## 演员
| 演员            | 角色     | 备注           |
| 成龙            | 阿龙     | 餐馆老板的儿子 |
| 何塞·费勒       | 多米尼西 |                |
| 克里斯汀·德贝尔 | 南希     | 阿龙的女友     |
| 岩松信          | 赫伯特   | 阿龙的功夫老师 |
| 赵家玲          | 雇用女   | 阿龙的假嫂子   |

## 花絮
该片是嘉禾公司为了向国际宣传成龙而特意在1980年拍摄的功夫电影。

## 獎項
| 頒獎典禮     | 獎項     | 名單   | 結果 |
| ------------ | -------- | ------ | ---- |
| 第18屆金馬獎 | 最佳剪輯 | 張耀宗 | 提名 |